# 아산나눔재단
아산나눔재단은 현대중공업 대주주인 정몽준 등 현대 인사들과 그룹들이 재산을 기부해 만들어진 재단이다. 11개 범 현대 계열사들과 9명의 총수 일가가 지난 2011년 8월 16일 기자회견을 열고 출범의사를 밝혔다.
총 출연금은 5천억원이며 양극화 해소와 청년창업 지원을 위한다는 목표의식을 갖고 있다.

## 구성
현대중공업, 현대삼호중공업, 현대미포조선, 현대오일뱅크, 현대종합상사, 하이투자증권, KCC, 현대백화점, 현대해상화재보험, 현대산업개발, 현대종합금속 등이 재단에 참여했다.

## 준비위원회
- 준비위원장 : 정진홍 서울대 명예교수
- 이석연 전 법제처장
- 김태현 성신여대 교수
- 한정화 한양대 교수
- 영화배우 안성기
- 이병규 문화일보 사장
- 최길선 전 현대중공업 사장